# Nyamikungu (vattendrag i Ruyigi)
Nyamikungu är ett vattendrag i Burundi.   Det ligger i provinsen Ruyigi, i den centrala delen av landet, 130 km öster om huvudstaden Bujumbura.
I omgivningarna runt Nyamikungu växer huvudsakligen savannskog. Runt Nyamikungu är det ganska glesbefolkat, med 32 invånare per kvadratkilometer.